# 日中経済ハイレベル対話
日中ハイレベル経済対話（にっちゅうはいれべるけいざいたいわ、中国語:中日经济高层对话）は、日本と中国の首脳が経済や環境に関する対話を行う会合である。

## 経緯
日中ハイレベル経済対話は2007年4月12日に中国の国務院総理の温家宝が訪日した際に日中が意見交換をする会合を行うこと旨の会合が行われ、年内に北京で開催することが決定した。中国側は李肇星、馬凱、薄熙来、魏礼群などが参加し、日本側は安倍晋三、麻生太郎、尾身幸次、甘利明などが参加した。

## 第一回日中ハイレベル経済対話
第一回日中ハイレベル経済対話は、2007年12月1日に北京で開催された。共同議長は国務院副総理の曾培炎、外務大臣の高村正彦となり、数名の閣僚が参加した。

## 第二回日中ハイレベル経済対話
第二回日中ハイレベル経済対話は、2009年6月7日に東京で開催された。共同議長は国務院副総理の王岐山、外務大臣の中曽根弘文となり、数名の閣僚が参加した。

## 第三回日中ハイレベル経済対話
第三回日中ハイレベル経済対話は、2010年8月28日に北京で開催された。共同議長は国務院副総理の王岐山、外務大臣の岡田克也となり、数名の閣僚が参加した。

## 第四回日中ハイレベル経済対話
第四回日中ハイレベル経済対話は、2018年4月16日に東京で開催された。共同議長は外交部部長の王毅、外務大臣の河野太郎となり、数名の閣僚が参加した。また、同年5月に国務院総理の李克強の訪日で東京で開催された日中首脳会談で、中日ハイレベル経済対話の下で、第三国での日中の経済協力を具体化させる官民の協議体を設置することとなった。